# El benefactor
El benefactor (títol original en anglès: The benefactor) és una pel·lícula dramàtica estatunidenca del 2015, amb guió i direcció d'Andrew Renzi i protagonitzada per Richard Gere, Dakota Fanning i Theo James.
Seleccionada en el Festival de Cinema de Tribeca 2015.

## Argument
Franny (Richard Gere) és un filantrop ric i excèntric. En un intent per reviure el seu passat, acaba interferint en la vida d'una parella de recent casats, Olivia (Dakota Fanning), filla d'un amic d'en Franny mort en accident de trànsit i el seu marit Luke (Theo James).

## Repartiment

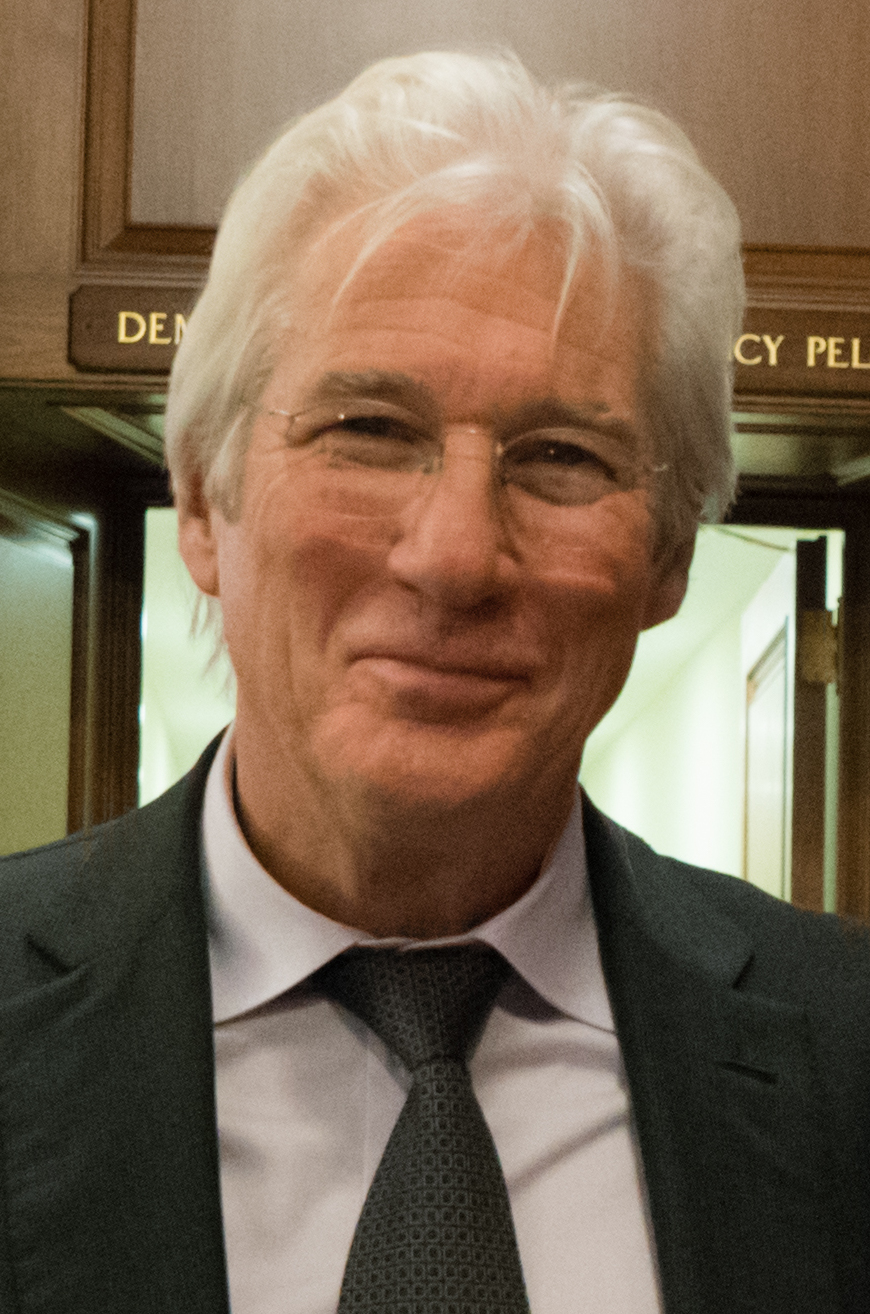
Richard Gere: Franny
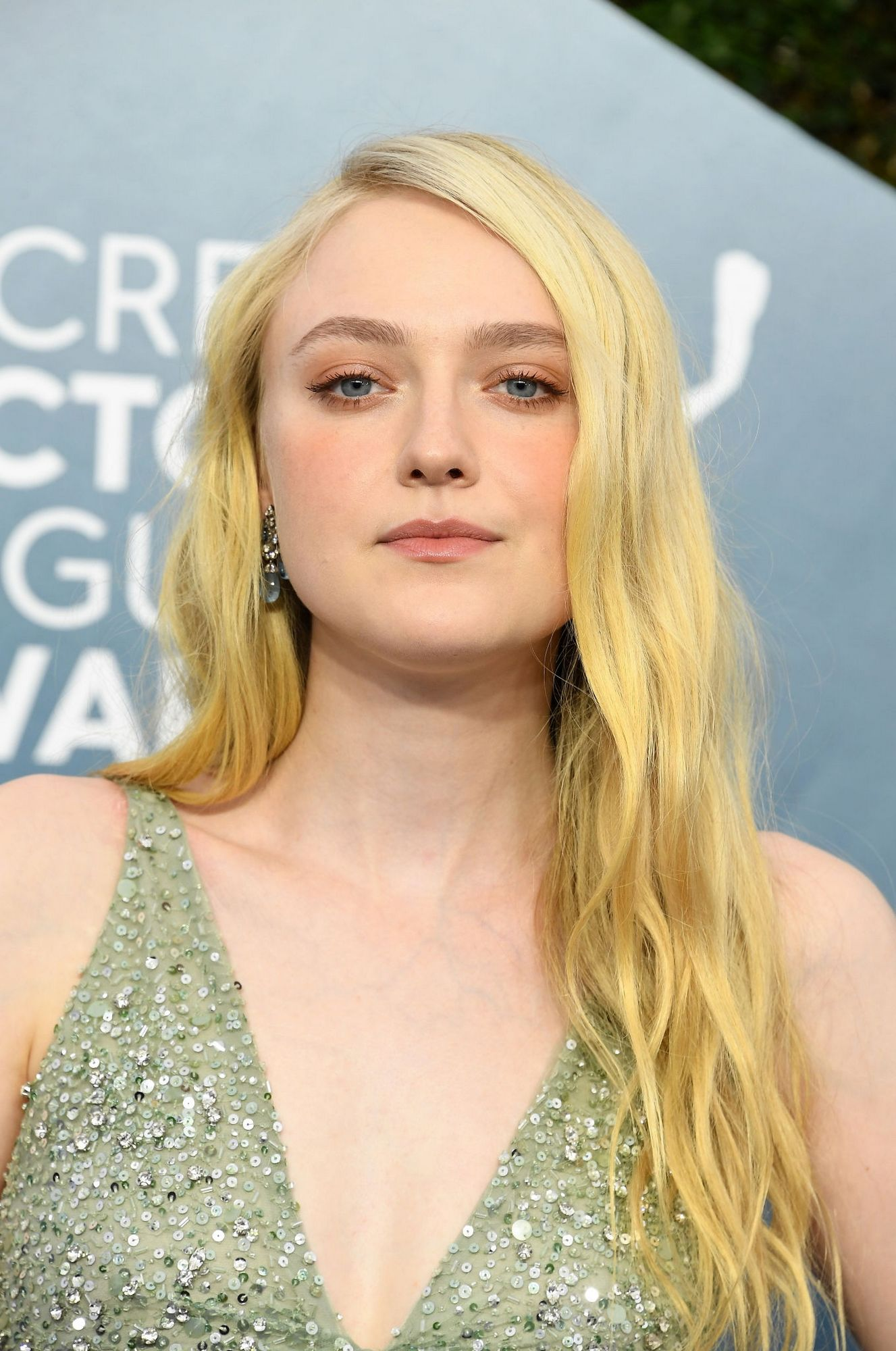
Dakota Fanning: Olivia
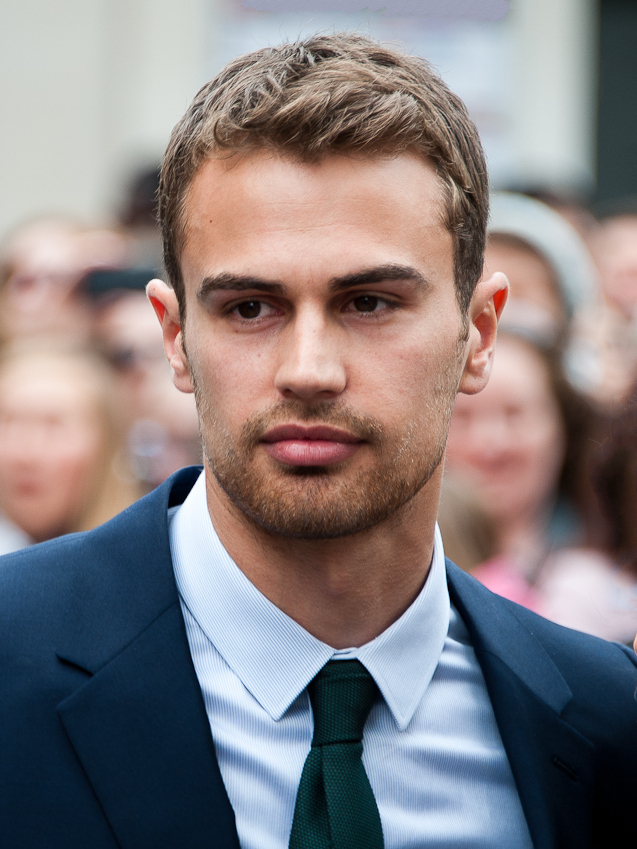
Theo James: Luke
- Dylan Baker: Bobby
- Cheryl Hines: Mia
- Clarke Peters: Dr. Romano
- Lyssa Roberts : Molly
- Brian Anthony Wilson : Jesse
- Matthew i Michael Daisher : Toby
- Roy James Wilson : Charlie
- Dennisha Pratt : Sharon

- Richard Gere
- Dakota Fanning
- Theo James

## Al voltant de la pel·lícula
La pel·lícula, una producció independent de baix pressupost, es va estrenar a Itàlia el 23 de desembre de 2015, on es va centrar la seva distribució en sales, amb el seu nom original Franny. Va tenir una distribució limitada fora d'aquest estat i també en vídeo sota demanda.
La recaptació de la pel·lícula a Itàlia va assolir els 2,1 milions de dòlars, amb un total a nivell mundial de 2,2 milions de dòlars
Filmada a Filadèlfia, amb escenes rodades al Museu d'Art (Philadelphia Museum of Art)

## Crítica
En el lloc web estatunidenc Rotten Tomatoes dedicat a la crítica i informació sobre pel·lícules, El benefactor obté una valoració positiva d'un 26% dels crítics sobre un total de 54 ressenyes, amb una valoració mitja de 4,20/10 i un 23% d'aprovació de l'audiència, amb un 2,55/5.
A l’agregador de ressenyes Metacritic, la pel·lícula obté una qualificació de 40/100 a partir de les opinions de 19 crítics, amb 2 valoracions positives, 12 en la qualificació mixta i 5 negatives. Els usuaris la valoren amb una puntuació del 5,1/10.
Emily Buder a IndieWire en destaca la interpretació de Richard Gere, veient com l’actor canvia de registres mentre posa en escena les capes complexes del personatge és el que finalment porta la pel·lícula. Tot i que Gere va tenir un paper similar a Arbitrage (2012), sobre un magnat financer, The Benefactor li dona l'oportunitat d'empènyer la seva gamma a recessos més foscos.
Per Ben Kenigsberg, en la seva ressenya a Variety, Franny és un personatge deliberadament desconcertant, però el paper és un aparador del carisma d’estrella de cinema de Gere, millor que el seu treball introspectiu a Time Out of Mind (2014).
Per Carlo Andriani de NewsCinema, Andrew Renzi, partint d’una interessant premissa, perd gairebé immediatament les regnes d’un projecte inevitablement complex. De fet, Franny passa del clàssic drama llagrimós a la comèdia independent sense mantenir un fil conductor entre els esdeveniments, que se succeeixen massa de pressa per ser convincents. De la mateixa manera que no és fàcil entendre el missatge d’una obra com Franny, és igualment difícil entendre l'elecció de Renzi de confinar una bona actriu com Dakota Fanning en un paper tan poc desenvolupat com el d’Olivia.

## Nominacions i Premis
- Premi millor film estatunidenc al Catalina Film Festival 2015 de cinema independent.[12]
- Nominada millor llargmetratge a la 14 edició del Festival de Cinema de Tribeca (2015).[9]